# Clemens Maria Franz von Bönninghausen
Clemens Maria Franz von Bönninghausen (12 de março de 1785 - 26 de janeiro de 1864) foi um advogado, médico, agrônomo e botânico neerlandês entusiasta da homeopatia.
Em 1827 Bönninghausen contrai tuberculose que se agravou a contrair outra doença pulmonar intratável. Certo que morreria, começou a escrever cartas para amigos. Nestas, um dos seus temas era homeopatia. Foi quando começou a averiguar seus sintomas e descobriu que o remédio para sua infecção era a Pulsatilla. Consegue tratar-se e torna-se adepto da nova terapia.